# Herr Tartüffe
Herr Tartüffe (em Portugal, Tartufo) é um drama Kammerspiel mudo filmado entre fevereiro e abril de 1925 pelo diretor alemão F. W. Murnau.
O filme estreou em 20 de novembro do mesmo ano, em Viena, Áustria, e somente veio a ser exibido na Alemanha em 25 de janeiro de 1926, por ocasião da inauguração do cinema Gloria-Palast, em Berlim.
O roteiro do filme, baseado livremente na peça teatral Tartufo ou O impostor, escrita por Molière em 1664, trata de um beato dominado por sentimentos claramente anticlericais que, municiado de uma humildade hipócrita, ludibria e controla um homem casado, culminando com a repressão de sua relação marital fundamentada em princípios pseudorreligiosos.

## Sinopse

### Prólogo
Uma governanta hipócrita trata de seu patrão, um senhor idoso, com incúria, ao mesmo tempo em que o incita a deserdar seu neto, que o desrespeita seguindo a carreira de ator que ele tanto repudiava, e a deixar a herança apenas para ela. O neto chega em casa subitamente e nota a negligência que a governanta dispensa ao seu avô. Entretanto, o neto é expulso da casa pelo avô, não sem antes notar que aquilo era obra da manipuladora governanta.
Mais tarde, o neto volta à casa disfarçado e exibe para seu avô e para a governanta um filme sobre Tartufo.

### A história de Tartufo
Elmire espera o regresso de seu marido Orgón de uma viagem. Este, ao chegar, lhe nega um beijo, alegando tratar-se de um pecado, segundo aprendera com Tartufo, um beato com que fizera recente amizade.
Pouco tempo depois, Tartufo se muda para a casa de Orgón e impõe alterações drásticas, como a retirada de artigos de luxo, o apagamento do excesso de luzes e a demissão de quase todos os empregados, menos Dorine, que é designada para os cuidados do novo hóspede.
Gradualmente, Tartufo passa a interferir negativamente na vida do casal com seu puritanismo religioso, sempre pregando o desprendimento em relação às futilidades mundanas. Atenta a tudo, Elmire decide armar uma cilada para Tartufo. Ela orienta seu incrédulo marido a esconder-se atrás de uma cortina para que ele possa flagrar o beato cortejando-a. Tartufo, todavia, percebe a esparrela e finge não sentir atração nenhuma pela bela Elmire, e sai da sala em oração. Mas, em um ato de desespero, ela acaba conseguindo marcar em seu quarto um encontro durante a madrugada com Tartufo. Ele aceita, pois acredita que, naquela hora, Orgón estará obedientemente escrevendo um testamento em que deixa toda a sua fortuna para o beato.
Ocorrido o encontro, Orgón é chamado por Dorine e, espiando pelo buraco da fechadura, finalmente desmascara o beato tentando seduzir sua esposa, e o estapeia até que Tartufo abandona a residência.

### Epílogo
Acaba a exibição do filme. O neto desfaz seu disfarce ao mesmo tempo em que acusa a governanta de secretamente manipular seu avô para poder apoderar-se de toda a sua herança. Ela se levanta para tirar satisfação e deixa na poltrona onde estava sentada uma sacola, de dentro da qual o neto retira um vidro contendo um suave veneno que ela vem diariamente acrescentando à comida de seu patrão. Desmascarada, a governanta é expulsa da casa e o avô se reconcilia com seu neto.

## Diferenças entre o filme e a peça original
Com o objetivo de sintetizar o roteiro adaptado ao estritamente necessário para unir as duas histórias, Carl Mayer eliminou os atos I, II e V. Também foram cortados todos os personagens considerados secundários, ou seja, os filhos e a mãe de Orgón, para que o enredo se concentrasse no triângulo Orgón-Elmire-Tartufo.

## Pré-produção
Após o sucesso de A última gargalhada, a intenção inicial de F. W. Murnau era dirigir o filme Variedades, que contava com o ator Emil Jannings como protagonista. No entanto, o produtor Erich Pommer entregou a direção a Ewald André Dupont, pois considerou que a homossexualidade de Murnau o impediria de captar a essência e a amplitude de uma paixão heterossexual ardente.[carece de fontes?]
Murnau tentou ainda iniciar as rodagens de Fausto. Contudo, como Emil Jannings, um nome de grande apelo comercial, já estava contratado para protagonizar Tartufo, o produtor Erich Pommer escalou Murnau para dirigi-lo, que o fez com a competência costumeira, porém com uma boa dose de má vontade, e somente depois de submeter o roteiro original escrito por Carl Mayer a grandes modificações.

## Dados de produção
- direção – F. W. Murnau
- produção  – Erich Pommer, da Universum Film Aktiengesellschaft
- roteiro – Carl Mayer
- fotografia – Karl Freund
- música – Giuseppe Becce
- direção de arte – Walter Röhrig, Robert Herlth
- gênero – drama Kammerspiel
- data de lançamento – 20 de novembro de 1925
- duração – 74 minutos
- país de origem – Alemanha
- formato – preto e branco, mudo, tamanho 1,33:1

## Elenco
- Emil Jannings – Tartüff
- Lil Dagover – Elmire
- Werner Krauss – Orgón
- Lucie Höflich – Dorine
- Hermann Picha – avô
- Rosa Valetti – governanta
- André Mattoni – neto

## DVD
Dos vários negativos produzidos, o que foi distribuído nos Estados Unidos teve censurados alguns pequenos trechos que traziam símbolos cristãos sendo usados pelo impostor Tartufo como instrumentos de persuasão para auferir riqueza fácil.
Foi a partir da restauração desse negativo que se obteve o material para elaboração do DVD disponível no Brasil, lançado em 2004 pela Magnus Opus, que contém uma versão resumida do filme, com duração de 63 minutos, e extras trazendo biografias dos atores, biografias dos membros da equipe técnica e notas de produção.

## Curiosidades
Tanto no prólogo quanto no epílogo, os atores aparecem sem maquiagem ou retoques, de modo a não esconder suas marcas naturais decorrentes do duro cotidiano humano, enfatizando, assim, toda a crueza da realidade.
Na cena em que Tartufo contempla lascivamente os discretos decotes de Elmire, foi usada uma dublê de corpo, já que as pernas da atriz Lil Dagover eram ligeiramente tortas. A dublê escolhida, Camilla Horn, era uma adolescente que, meses mais tarde, interpretaria Gretchen no filme Fausto, dirigido pelo mesmo F. W. Murnau.